# Morel (vaudevilliste)
Pour les articles homonymes, voir Morel.
Ne doit pas être confondu avec Étienne Morel de Chédeville.
Morel, mort en 1802, est un auteur dramatique des XVIIIe et XIXe siècles. Son prénom n'a jamais été révélé.

## Biographie
La courte carrière de Morel peut laisser supposer qu'il n'était que le pseudonyme d'un auteur plus célèbre non identifié à ce jour. Joseph-Marie Quérard dans son ouvrage La France littéraire (1834) écrit « MOREL ( ), mort en 1802, agé de 19 ans », sans plus de précisions et Léon Thiessé dans son Essai biographique et littéraire « Nous avons nommé Morel, mort en 1802, à vingt et un ans, d'une maladie de poitrine, qui a laissé quelques chansons agréables, et un ouvrage politique à peu près inconnu ».

## Œuvres
- Le Café des artistes, vaudeville en 1 acte, avec Charles-Guillaume Étienne et Charles Gaugiran-Nanteuil, 1799
- L'Intérieur d'un comité révolutionnaire, ou les Jacobins, par moi, 1799
- Les Dieux à Tivoli, ou l'Ascension de l'Olympe, folie non fastueuse, arlequinade, impromptu en 1 acte et en vaudevilles, avec Charles-Guillaume Étienne, Francis baron d'Allarde et Joseph Servières, 1799
- Rembrandt, ou la Vente après décès, vaudeville anecdotique en 1 acte, avec Étienne et Servières, 1799
- Jacasset, ou la Contrainte par corps, comédie en 1 acte et en prose, avec Philibert, 1800
- Colombine toute seule, scène-parade, mêlée de vaudevilles, avec Joseph Marty et Philibert, 1801 (lire en ligne)
- Quel est le plus ridicule ? ou la Gravure en action, folie-vaudeville en 1 acte, avec Étienne Crétu et Étienne Gosse, 1801